# Índice de preços de alimentos
O índice de preços de alimentos da Organização das Nações Unidas para a Agricultura e Alimentação é um indicador internacional do custo dos alimentos nos mercados e congrega 5 grupos de alimentos: cereais, carne, óleos alimentares, açúcar e lacticínios.